# 弗朗索瓦·巴鲁
弗朗索瓦·巴鲁（法語：François Barouh，1955年1月16日—），法国男子皮划艇运动员。他曾代表法国参加1980年和1984年夏季奥林匹克运动会皮划艇比赛，其中1984年奥运会获得一枚铜牌。